# タワー六兄弟
タワー六兄弟（タワーろくきょうだい）は、日本の建築構造家・内藤多仲によって1950年代から1960年代にかけて設計された以下の6つのタワーの総称である。
- 名古屋テレビ塔
- 通天閣（2代目）
- 別府タワー
- さっぽろテレビ塔
- 東京タワー
- 博多ポートタワー

（竣工順）

## 概要
第二次世界大戦後の1950年代から1960年代にかけて、北海道から九州に及ぶ日本各地に建てられた塔で、いずれも都市の中心部に位置し、展望台を有する等の共通点を有する。
兄弟であることから、各タワーは竣工順に長男、次男、三男、四男、五男、六男（末っ子）とも呼ばれる。別府タワーのイメージキャラクター「別府三太郎」は、三男に当たることから名付けられた。またさっぽろテレビ塔では塔内の展示物で六兄弟全てが同塔の非公式マスコット「テレビ父さん」風にイラスト化されて紹介されている。
タワー六兄弟のうち、東京、名古屋、大阪の三大都市圏に所在する東京タワー、名古屋テレビ塔、通天閣を指して、タワー三兄弟と呼ぶことがある。
博多ポートタワーを除く5塔が全日本タワー連盟に加入している。

## 一覧
| 名称             | 画像 | 所在地                                                    | 竣工年 | 高さ   | 備考 |
| ---------------- | ---- | --------------------------------------------------------- | ------ | ------ | --- |
| 名古屋テレビ塔   |      | 愛知県名古屋市中区錦3丁目 （久屋大通公園）                | 1954年 | 180.0m | 重要文化財（建造物） |
| 通天閣（2代目）  |      | 大阪府大阪市浪速区恵美須東1丁目 （新世界）                | 1956年 | 108m   | 登録有形文化財（建造物） |
| 別府タワー       |      | 大分県別府市北浜 （別府温泉）                             | 1957年 | 100.0m | 登録有形文化財（建造物） 旧名：観光センターテレビ塔 竣工時は高さ100m。一度90mになったが、2022年11月に避雷針の付け替えで再び100mになった。 |
| さっぽろテレビ塔 |      | 北海道札幌市中央区大通西1丁目 （大通公園）                | 1957年 | 144m   | 1957年の完成時は147.2メートルだったが、2005年の地上デジタル放送開始に伴う工事で先端部のアンテナが3.2メートル縮む                          |
| 東京タワー       |      | 東京都港区芝公園4丁目                                     | 1958年 | 332.6m | 登録有形文化財（建造物） 正式名称：日本電波塔                                                                                             |
| 博多ポートタワー |      | 福岡県福岡市博多区築港本町 （ベイサイドプレイス博多埠頭） | 1964年 | 100.0m | |